# Rivière Saint-Joseph (Lanoraie)
Pour les articles homonymes, voir Saint-Joseph et Rivière Saint-Joseph.
La rivière Saint-Joseph est un affluent de rive nord du fleuve Saint-Laurent, dans la région administrative de Lanaudière, au Québec, au Canada.
Ce cours d’eau traverse les municipalités régionales de comté (MRC) de :
- MRC de Joliette : municipalité de Saint-Thomas ;
- MRC D’Autray : municipalités de Lanoraie et de Sainte-Geneviève-de-Berthier.

Le cours de cette rivière descend sur la plaine du Saint-Laurent d'abord vers le nord-est, puis bifurque vers le sud-ouest ; son cours a la forme d'un grand crochet. La partie supérieure coule en parallèle à la rive nord du fleuve Saint-Laurent, soit côté nord-ouest de l’autoroute 40. Son cours traverse des zones forestières et agricoles.

## Géographie
La rivière Saint-Joseph prend sa source de ruisseaux forestiers dans Saint-Thomas (presqu’à la limite de Lanoraie), sur le côté sud-est du chemin de fer.
Cette source est située à :
- 2,5 km au nord-ouest de l’autoroute 40 ;
- 7,7 km au nord-ouest de la rive nord du fleuve Saint-Laurent ;
- 3,8 km à l'est du centre de Saint-Thomas ;
- 7,8 km au nord-ouest du centre de Lanoraie.

La rivière Saint-Joseph coule sur 17,5 km, selon les segments suivants :
- 0,3 km vers l'est dans Saint-Thomas, jusqu’à la limite de Lanoraie ;
- 6,9 km vers le nord-est dans Lanoraie en traversant des terrains humides, jusqu’à la limite de Saint-Thomas ;
- 2,1 km vers le nord-est, en formant la limite entre Lanoraie et Saint-Thomas, jusqu’à la limite de Sainte-Geneviève-de-Berthier ;
- 1,6 km vers le sud dans Sainte-Geneviève-de-Berthier, en formant une courbe orientée vers l'est et en coupant l’autoroute 40, jusqu’à la limite de Lanoraie ;
- 1,8 km vers le sud dans Lanoraie, jusqu’au pont routier ;
- 4,8 km en serpentant vers le sud-est en coupant la route 138 en fin de segment, jusqu’à la confluence de la rivière[2].

La rivière Saint-Joseph se déverse sur la rive nord-ouest du fleuve Saint-Laurent. La confluence de la rivière Saint-Joseph est située à :
- 0,5 km au sud de la limite de Sainte-Geneviève-de-Berthier ;
- 1,9 km en amont de l'Île aux Foins ;
- 6,4 km en amont du centre du village de Lanoraie ;
- 5,2 km en amont de la confluence de la rivière la Chaloupe.

## Toponymie
Selon l'historien Marcel Trudel, la rivière Saint-Joseph serait l'ancienne rivière d'Autray. Son cours correspond approximativement à la limite nord-Est de la seigneurie d'Autray.
Le toponyme rivière Saint-Joseph a été officialisé le 5 décembre 1968 à la Commission de toponymie du Québec.